# زنيقيات
الزنيقيات (الاسم العلمي: Pucciniastraceae)، فصيلة فطور مجهرية من الشقرانيات. تحتوي الفصيلة على 11 جنسًا و158 نوعًا.

## الأجناس
- Calyptospora
- Hyalopsora
- Melampsorella
- Melampsoridium
- Milesia
- Milesina
- Naohidemyces
- Peridiopsora
- زنيقة (فطر)
- Thekopsora
- Uredinopsis